# Młynowiec
Młynowiec est une localité polonaise de la gmina de Stronie Śląskie, située dans le powiat de Kłodzko en voïvodie de Basse-Silésie.

## Histoire
De 1818 à 1945, Mühlbach fait partie de l'arrondissement d'Habelschwerdt dans le district de Breslau au sein de la province de Silésie.